# Susan Walden
Susan Walden (20 de agosto de 1956-17 de agosto de 2020) fue una actriz de cine y televisión estadounidense.

## Primeros años
Nacida en Georgia, Walden era hija de Buddy y Bette Walden. Comenzó a actuar mientras era estudiante en Tate High School. Antes de graduarse de la Tate, ganó el reconocimiento escolar por su belleza y su carácter académico. En 1974 ganó el título de Miss Junior Miss del Condado de Escambia y fue subcampeona de America's Junior Miss. Se graduó con honores de la Universidad del Sur de California, donde fue miembro de Phi Beta Kappa.

## Carrera
Comenzó su carrera en The Young and the Restless a principios de la década de 1970, y fue conocida por su papel de JL Duval en el exitoso programa de televisión canadiense Danger Bay (1984-1990). En 1980, protagonizó la miniserie de televisión The Contender, en la que interpretó a Lucinda Waverly.
Durante la década de 1980, apareció en muchos programas de televisión en varias cadenas estadounidenses, incluidas The Dukes of Hazzard, MacGyver, Matlock, Three's Company, TJ Hooker etc.
En 1987, apareció en The Disney Sunday Movie titulada Double Agent (1987), con Michael McKean, Lloyd Bochner y John Putch. Double Agent se transmitió por primera vez el 29 de marzo de 1987. Continuó actuando hasta 2001. Su último papel fue en la serie de televisión Titus.

## Muerte
Falleció el 17 de agosto de 2020, a los 63 años, en su casa de Pensacola, Florida.

## Premios
Fue nominada al premio Gemini (mejor interpretación de una actriz principal en una serie dramática continua) por Danger Bay en 1986.

## Filmografía
- Winter Kills (1979)
- A Matter of the Heart (1982)
- Double Agent (1987)
- Deep Dark Secrets (1987)
- Taking Back My Life: The Nancy Ziegenmeyer Story (1992)